# Банк провінції Цзілінь

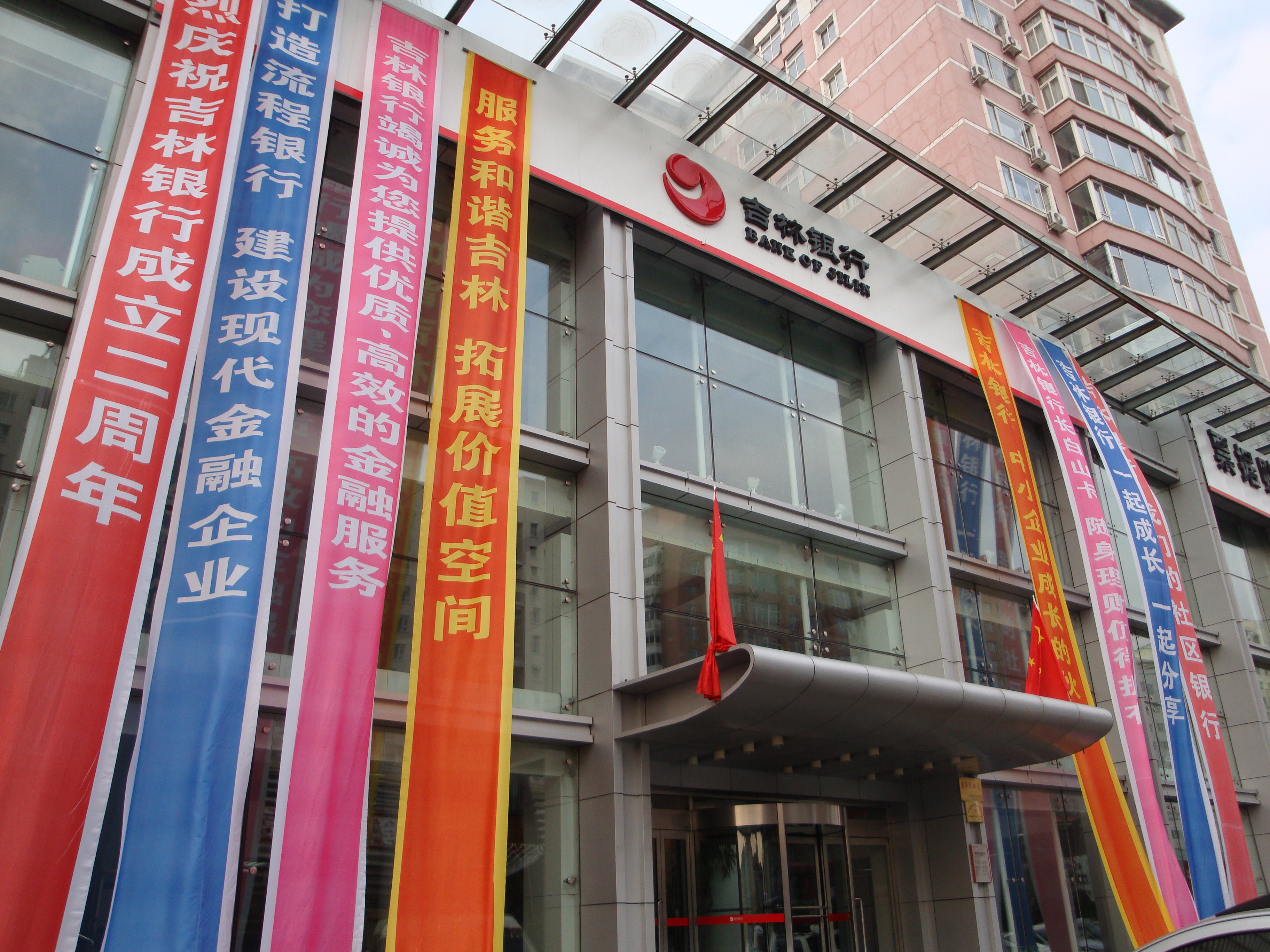
Відділення банку у Чанчуні

Банк Цзилінь (кит.: 吉林银行) — комерційний банк зі штаб-квартирою в Чанчуні, провінція Гірін, КНР. Це колишній Чанчунський Міський Комерційний Банк, заснований в 1997, який змінив назву на Банк провінції Цзилінь в 2007, оскільки він поглинув Цзилінський Міський Комерційний Банк і Ляоюаньський Міський Комерційний Банк.
У 2008 поглинув Комерційні банки Тунхуа, Сипін, Байшань і Сун'юань, і відкрив нове відділення в Яньбяні.
У 2008 відкрив відділення за межами провінції Цзілінь — у Тяньцзіні, Шанхаї та Пекіні.